# Syřenov
Syřenov là một làng thuộc huyện Semily, vùng Liberecký, Cộng hòa Séc.